# Pavel Košťál
Pavel Košťál (Hradec Králové, 17 settembre 1980) è un calciatore ceco, difensore del FK Senica.

## Palmarès

### Club

#### Competizioni nazionali
- Campionato ceco: 1

Slovan Liberec: 2005-2006